# Referensintervall

Vid en normalfördelning så utgår man vanligtvis att referensintervallet innefattar 95 % av alla uppmätta värden (i normalpopulationen hamnar 5 % utanför referensintervallet för ett givet test)

Inom medicinen är ett referensintervall intervallet som värden för ett fysiologiskt mätvärde hos friska personer normalt ligger inom. (till exempel kreatininnivån i blodet eller partialtrycket för syrgas)  Det utgör en bas för jämförelse (en referensram) för läkare och annan hälsopersonal för att tolka en uppsättning labbresultat för en viss patient.
Några viktiga referensintervall är referensintervallen för blodprover och referensintervallen för urinprov.
Standarddefinitionen för ett referensintervall (används om inte annat anges) härrör från vad som är mest prevalent (förekommande) i en referensgrupp tagen från populationen. Det finns även optimala intervall som anses inverka mest gynnsamt på en populations hälsa. 
Värden utanför ett referensintervall är inte nödvändigtvis patologiska (sjukliga) och de är inte nödvändigtvis onormala i någon annan betydelse än den rent statistiska. Inte desto mindre är det en indikation på sannolik sjuklighet. Ibland kan den underliggande orsaken vara uppenbar; i andra fall behöver man testa flera olika differentialdiagnoser för att bedöma vad som är fel och hur man ska behandla det.